# 荻野豊平
荻野 豊平（おぎの とよへい、1891年（明治24年）8月23日 - 1961年（昭和36年）1月31日）は、大正・昭和期の実業家、政治家。衆議院議員（2期）。

## 経歴
山梨県中巨摩郡藤田村大字藤田（若草村、若草町を経て現南アルプス市）で、土木請負業・荻野九十郎の長男として生まれる。甲府中学校（現山梨県立甲府第一高等学校）を中退し、家業を継いで荻野組を組織した。1922年（大正11年）甲府市百石町（現丸の内二丁目）に転籍した。
1936年（昭和11年）6月、山梨県会議員に当選し9年間在任し、副議長、議長を務めた。この間、甲府地方裁判所人事調停委員、大政翼賛会山梨県中央協力会議長、県農地委員、甲府市戦災復興参与、県食糧営団理事、県交通協会顧問などを務めた。1947年（昭和22年）1月、公職追放となった。
1949年（昭和24年）2月、山梨県建設業協会会長に就任し4期在任。1951年（昭和26年）8月、公職追放が解除され、1952年（昭和27年）山梨県小中学校PTA連合会会長に就任。その他、全国建設業協会連合会常任理事、甲陽振興取締役社長、荻野組取締役社長なども務めた。
1952年10月の第25回衆議院議員総選挙に山梨県全県区から無所属で出馬して当選。第26回総選挙では落選。1955年（昭和30年）2月の第27回総選挙で再選され、衆議院議員に通算2期在任した。この間、日本民主党経理局次長、自由民主党政調会建設副部長などを務めた。1956年（昭和31年）12月、若草村火の見櫓建設資金として10万円寄付により1957年（昭和32年）6月26日、紺綬褒章受章（飾版）。長年、建設業に携わり経営に努め実績を挙げ、業界団体の要職に就いてその発展に寄与したとして同年12月15日、藍綬褒章受章。1958年（昭和33年）5月の第28回総選挙に出馬したが落選した。
1961年（昭和36年）1月31日死去、70歳。死没日をもって勲四等瑞宝章追贈、従五位に叙される。